# Trentepohlia pictipes
Trentepohlia pictipes är en tvåvingeart som beskrevs av Alexander 1979. Trentepohlia pictipes ingår i släktet Trentepohlia och familjen småharkrankar.
Artens utbredningsområde är Ecuador. Inga underarter finns listade i Catalogue of Life.